# Resolutie 1078 Veiligheidsraad Verenigde Naties
Resolutie 1078 van de Veiligheidsraad van de Verenigde Naties werd unaniem door de Veiligheidsraad van de Verenigde Naties aangenomen op 9 november 1996.

## Achtergrond
De etnische conflicten in Rwanda en Burundi hadden al honderdduizenden doden gemaakt en voor een enorme vluchtelingenstroom gezorgd, waarvan velen naar buurland Zaïre. Vandaaruit werd de strijd gewoon verder gezet waardoor de hele regio gedestabiliseerd raakte.

## Inhoud

### Waarnemingen
Er was bezorgdheid over de verslechtering van de situatie in het Grote Merengebied en Oost-Zaïre in het bijzonder. Vooral de humanitaire situatie en de vele vluchtelingen stemden tot ongerustheid, ook al omdat de hulpverlening gehinderd werd. De regionale leiders verzochten om veilige corridors en tijdelijke vluchtplaatsen te openen met behulp van een neutrale macht.

### Handelingen

#### A
De Veiligheidsraad veroordeelde al het geweld en riep op tot een onmiddellijk staakt-het-vuren. De landen in de regio werden ook opgeroepen te zorgen voor omstandigheden waarin een vreedzame oplossing kon worden bereikt. De vrijwillige terugkeer van vluchtelingen was cruciaal voor de regionale stabiliteit. Ook moest de levering van hulpgoederen veilig kunnen verlopen.

#### B
De Secretaris-Generaal stelde voor een multinationale macht op te richten voor humanitaire doeleinden in Oost-Zaïre. De lidstaten werden gevraagd de terugkeer van de hulporganisaties voor te bereiden. Op basis daarvan kon een multinationale macht worden geautoriseerd.

#### C
De Secretaris-Generaal werd gevraagd:
a. Het operationele concept van een humanitaire taskforce uit te tekenen, met als doelstellingen:
- Op korte termijn humanitaire hulp en onderdak bieden aan vluchtelingen,
- Meewerken aan de bescherming en vrijwillige terugkeer van vluchtelingen,
- Humanitaire corridors openen.
b. De medewerking van Rwanda verkrijgen voor andere maatregelen, waaronder waarnemers, om vertrouwen op te bouwen en de veilige terugkeer van vluchtelingen te verzekeren,
c. Voor 20 november aanbevelingen te doen.

#### D
Verder werd de Secretaris-Generaal gevraagd dringend en in samenspraak met de Organisatie van Afrikaanse Eenheid en de betrokken landen de modaliteiten voor een internationale conferentie voor vrede, veiligheid en ontwikkeling in het Grote Merengebied te bepalen en de organisatie ervan voor te bereiden.

## Verwante resoluties
- Resolutie 1053 Veiligheidsraad Verenigde Naties
- Resolutie 1072 Veiligheidsraad Verenigde Naties
- Resolutie 1080 Veiligheidsraad Verenigde Naties
- Resolutie 1097 Veiligheidsraad Verenigde Naties (1997)

Lijst ·  1036 ·  1037 ·  1038 ·  1039 ·  1040 ·  1041 ·  1042 ·  1043 ·  1044 ·  1045 ·  1046 ·  1047 ·  1048 ·  1049 ·  1050 ·  1051 ·  1052 ·  1053 ·  1054 ·  1055 ·  1056 ·  1057 ·  1058 ·  1059 ·  1060 ·  1061 ·  1062 ·  1063 ·  1064 ·  1065 ·  1066 ·  1067 ·  1068 ·  1069 ·  1070 ·  1071 ·  1072 ·  1073 ·  1074 ·  1075 ·  1076 ·  1077 ·  1078 ·  1079 ·  1080 ·  1081 ·  1082 ·  1083 ·  1084 ·  1085 ·  1086 ·  1087 ·  1088 ·  1089 ·  1090 ·  1091 ·  1092